# 汪篯
汪篯（1916年—1966年6月10日），字述彭，笔名季铿，祖籍江苏江都，生于扬州，中国历史学家。

## 生平
祖籍江苏江都，生于扬州，1934年就读国立清华大学历史系，1937年就读西南联合大学，1939夏，考入国立北京大学文科研究所，师从陈寅恪。1950年2月加入中国共产党，接受马克思主义。1959年的反右倾运动中受到批判，1966年文化大革命初期服毒自杀身亡，是北京大学首位自杀的教授。